# Chroom(III)sulfide
Chroom(III)sulfide is een sulfide van chroom, met als brutoformule Cr2S3. De stof komt voor als een bruin tot zwart reukloos poeder, dat onoplosbaar is in water.

## Synthese
Chroom(III)sulfide kan bereid worden door reactie van chroom(III)oxide met waterstofsulfide:
{\displaystyle {\ce {Cr2O3 + 3H2S -> Cr2S3 + 3H2O}}}